# Granberget (naturreservat, Överkalix kommun)
Granberget är ett naturreservat i Överkalix kommun i Norrbottens län.
Området är naturskyddat sedan 2009 och är 2,6 kvadratkilometer stort. Reservatet omfattar nordvästsluttningen av berget Stor-Granberget med små myrar. Reservatet består av urskogsartade granskogar och sumpskog.